# Sediment
Af latin sedere = "sidde". Sediment er det, der afsætter sig, når stenarterne bliver nedbrudt. Omfordeling af partiklerne kan ske i vand (se sand og ler) eller i luften (se klit og löss).